# Pero messidora
Pero messidora là một loài bướm đêm trong họ Geometridae.